# 日本メンズファッション協会
一般社団法人日本メンズファッション協会（いっぱんしゃだんほうじんにほんめんずふぁっしょんきょうかい）は、メンズファッション関連企業を会員とする業界団体。以前は経済産業省認可の特例社団法人。

## 概要
- 法人名　一般社団法人日本メンズファッション協会
- 英語表記　THE MEN'S FASHION UNITY（略:MFU)
- 代表者　理事長　八木原保 - ニット会社「ジム」創業者（1965年創業）[1]
- 沿革
  - 1960年（昭和35年）4月　任意団体として日本メンズファッション協会発足。初代会長として伊藤道郎が就任
  - 1963年（昭和38年）年間テーマとしてTPO発表
  - 1972年（昭和47年）12月　社団法人として通商産業省から認可を受ける
  - 1981年（昭和56年）「日本ファーザーズ・デイ委員会」(FDC)設立
  - 1982年（昭和57年）6月　日本における第1回目の「父の日」として、「父の日黄色いリボンキャンペーン」がスタート。第1回「イエローリボン賞（ベスト・ファーザー）」発表
  - 2003年（平成15年）9月　高齢社会に向けて「グッドエイジング運動（いい歳しよう宣言）」を立ち上げ、人生80年時代を活きいき、楽しく、かっこよく送るグッドエイジングライフを提唱。第1回「グッドエイジャー賞」発表。
  - 2004年（平成16年）11月　各分野で活躍した有望な新人＝デビューな人たちを対象に、その活動・実績を発表する「ベストデビュタント賞」を創設。第1回「ベストデビュタント賞」発表
  - 2009年（平成21年）7月　公益法人制度改革により一般社団法人へ移行
  - 2014年（平成26年）「いい夫婦の日」をすすめる会の事務局機能を継承する

- 事務所
  - 東京都渋谷区神宮前4-18-6 イスルギビル１階
  - 岐阜県岐阜市長住町5-7-5　岐阜メンズファッション工業組合内
  - 大阪府大阪市中央区本町4-4-25　本町オルゴビル　フレックスジャパン内